# Asbach Uralt

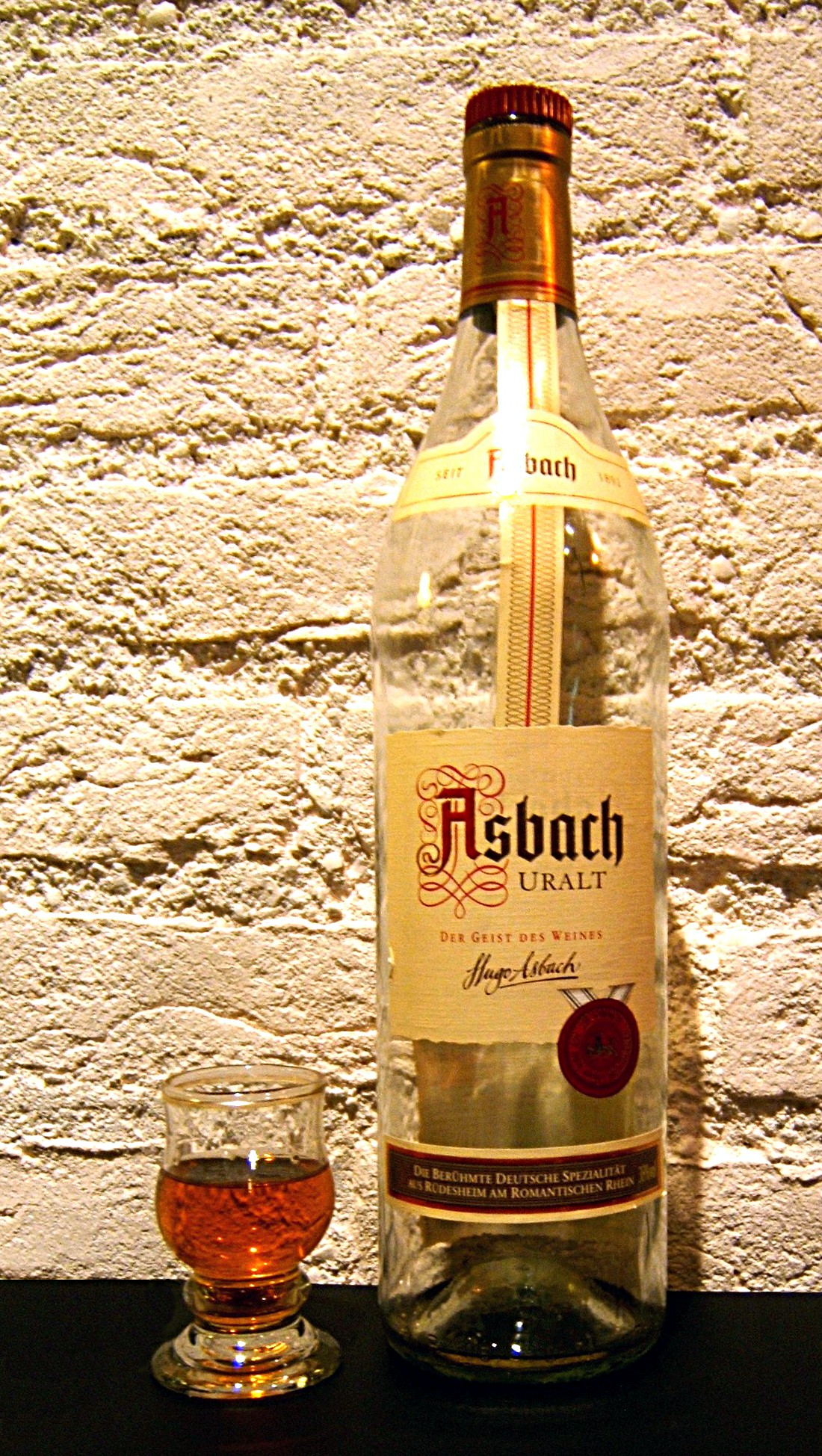
Asbach-Uralt-Flasche in älterem Design

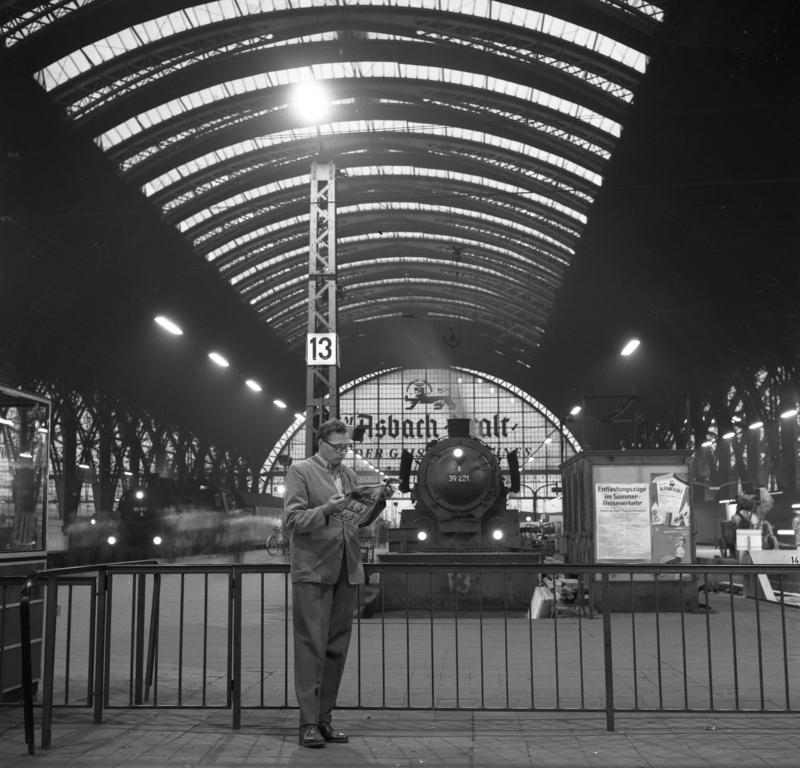
Großflächige Asbach-Uralt-Werbung im Frankfurter Hauptbahnhof, 1960

Asbach Uralt ist der Markenname des ältesten deutschen Weinbrands, benannt nach dem Unternehmensgründer Hugo Asbach, der 1892 in Rüdesheim am Rhein eine „Export-Compagnie für deutschen Cognac“ gründete. Die Asbach GmbH, hervorgegangen aus der Firma Asbach & Co., ist nach mehreren Unternehmensverkäufen nun eine Tochtergesellschaft der Semper idem Underberg AG.

## Geschichte

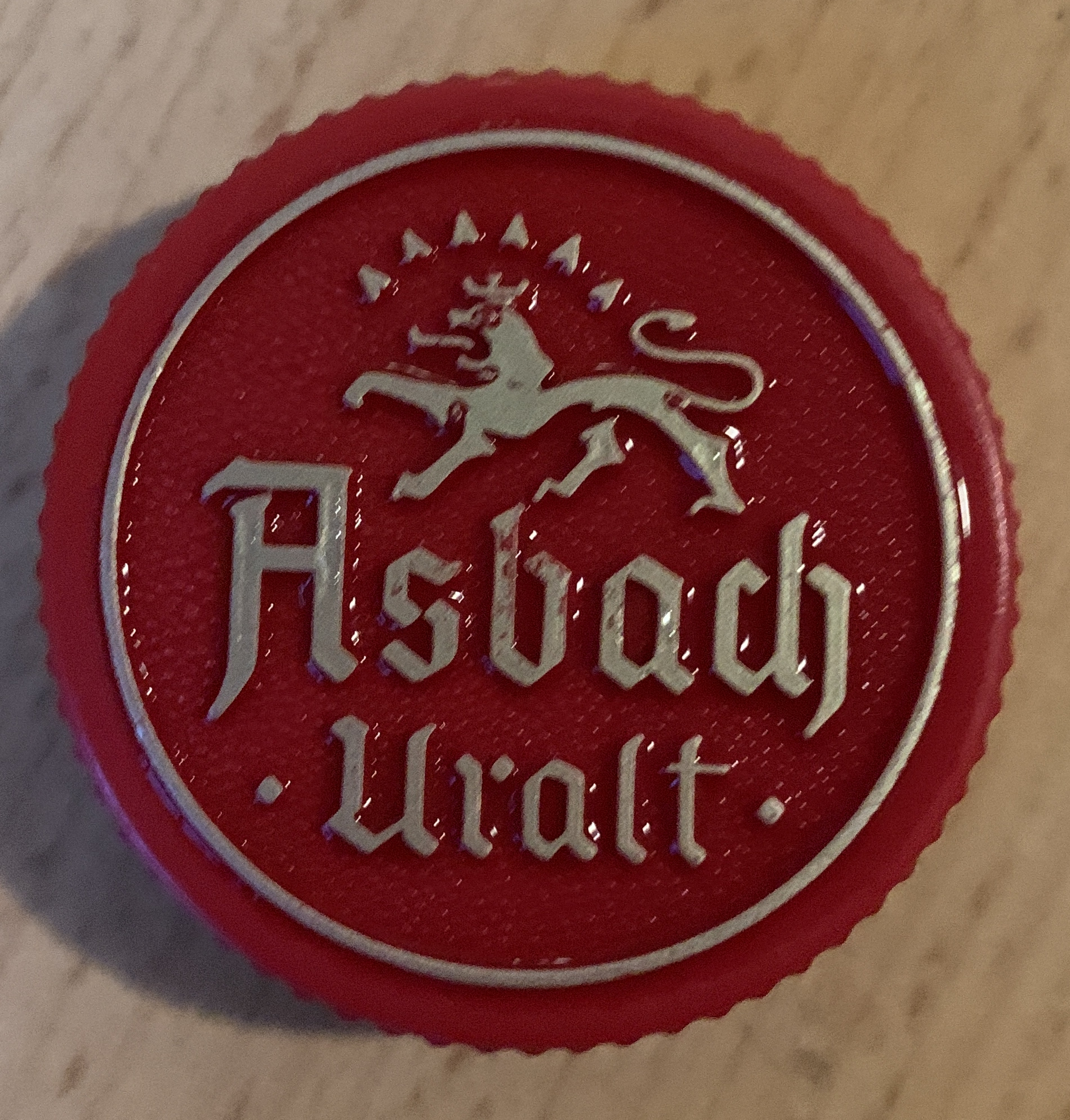
Logo auf Flaschenverschluss (1980er Jahre)

Hugo Asbach war von Beruf Destillateur und hatte einige Zeit in Frankreich gelebt und dort die Herstellung des Cognacs gelernt. Danach machte er sich in Deutschland selbstständig. Sein Ziel war es, deutschen Cognac herzustellen, der den französischen Produkten gleichwertig ist. Die Produkte wurden zunächst als „Rüdesheimer Cognac“ auf den Markt gebracht. Das Unternehmen war anfangs ein Familienbetrieb, ehe 1905 der Weinhändler Albert Sturm als Teilhaber eintrat. 1907 erfand Asbach den Begriff Weinbrand als deutsche Bezeichnung für Cognac und ließ ihn ebenso wie den Namen Asbach uralt als Warenzeichen beim Patentamt eintragen, wobei uralt für lange Reifezeit des Weines stand. Asbach benutzte den Begriff „Weinbrand“ zunächst nur zusätzlich, da der Begriff den Verbrauchern ja noch unbekannt war, und sprach von „Weinbrand-Cognac“.

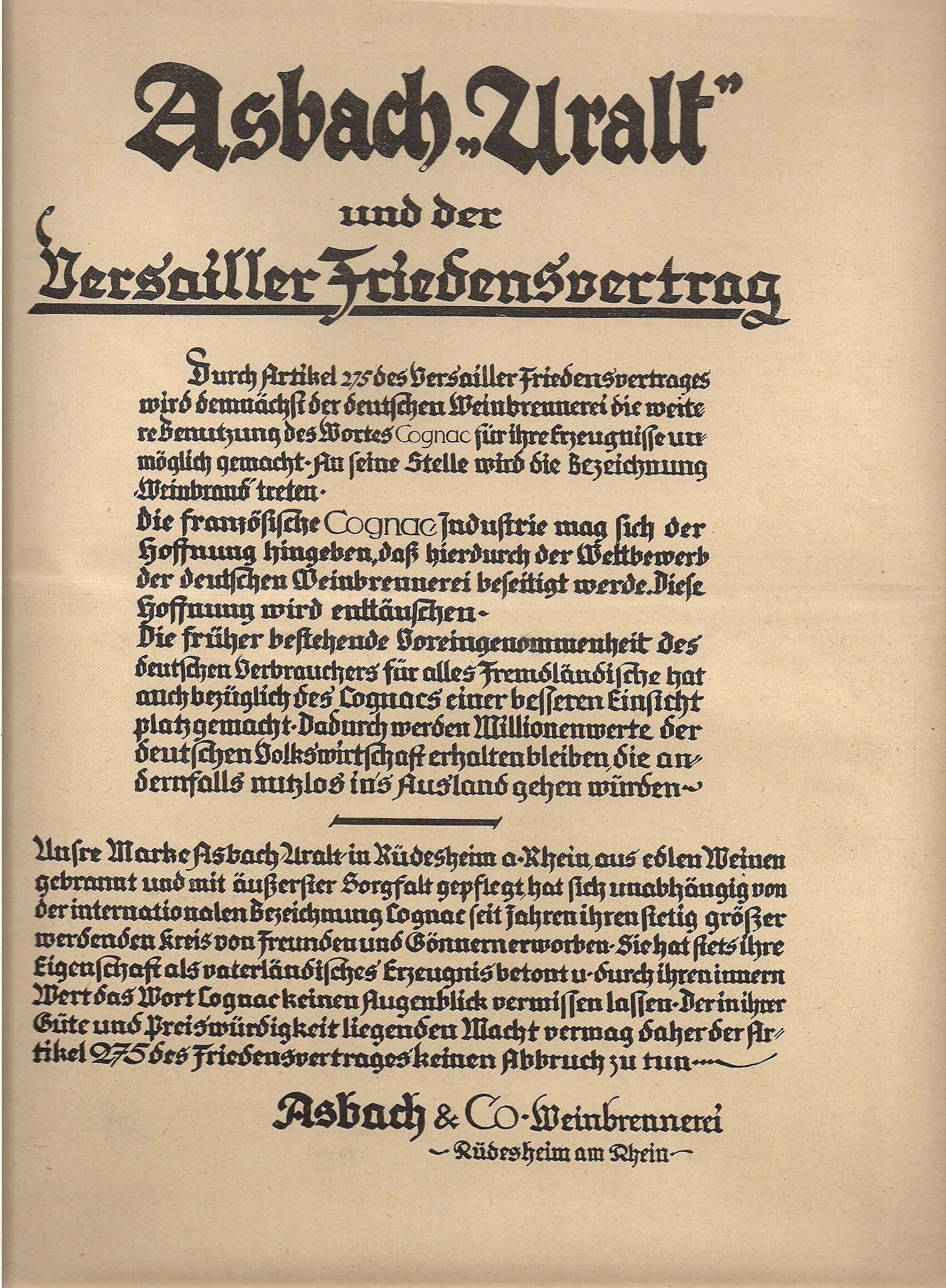
Anzeige vom 8. Mai 1921 in der Berliner Illustrirten Zeitung zur Verwendung der Bezeichnung Cognac

Noch vor dem Ersten Weltkrieg war in Anzeigen von „altem deutschem Cognac“ die Rede, doch nach dem Krieg untersagte der Versailler Vertrag den deutschen Herstellern ausdrücklich, weiterhin die Bezeichnung Cognac zu verwenden. Damit wurde Weinbrand in Deutschland zum allgemeinen Begriff. 1923 wurde er in das deutsche Weingesetz aufgenommen.
In einer Anzeige, die am 21. April 1921 in den Lustigen Blättern erschien, äußerte sich Hugo Asbach zum endgültigen Namenswechsel:
„Die französische Cognac-Industrie mag sich der Hoffnung hingeben, daß hierdurch der Wettbewerb der deutschen Weinbrennerei beseitigt werde. Diese Hoffnung wird enttäuschen. Die früher bestehende Voreingenommenheit des deutschen Verbrauchers für alles Fremdländische hat auch bezüglich des Cognacs einer besseren Einsicht platzgemacht. Dadurch werden Millionenwerte der deutschen Volkswirtschaft erhalten bleiben, die andernfalls nutzlos ins Ausland gehen würden.“
1924 erfand Asbach die Weinbrand-Praline mit Alkoholfüllung, welche vor allem für weibliche Kunden gedacht war, die sonst keinen Weinbrand tranken. Die Pralinen wurden jedoch auch von Männern bald akzeptiert. Neben der Wahrnehmung als eigenes Produkt galt die Asbach-Praline auch als Werbung für den Weinbrand.
Hugo Asbach starb 1935, und seine beiden Söhne Hermann und Rudolf Asbach sowie Franz Boltendahl übernahmen die Unternehmensleitung.
Im Jahr 1937 wurde der Werbeslogan „Im Asbach-Uralt ist der Geist des Weines“ erfunden, der bis heute benutzt wird.
Im Zuge des Zweiten Weltkrieges musste die Asbach-Produktion 1943 eingestellt werden; sie wurde erst 1950 wieder aufgenommen.
In den 1950er Jahren warb das Unternehmen auch im Fernsehen mit dem Spruch „Wenn einem so viel Gutes widerfährt – das ist schon einen Asbach Uralt wert“, der ebenfalls jahrzehntelang unverändert blieb.
1957 wurde der Rüdesheimer Kaffee erfunden, eine Kaffeespezialität mit Asbach Uralt.
In den 1980er Jahren sanken unter dem seit 1957 als Direktor wirkenden Werbefachmann Karl-Heinz Zappe (* 1925) die Umsatzzahlen, 1991 verkaufte die Familie das Unternehmen an das britische Unternehmen United Distillers, eine Tochter des Diageo-Konzerns.
1999 ging Asbach jeweils zu 50 Prozent an Underberg und das niederländische Unternehmen Bols Royal, das bis 2006 zu Rémy Cointreau gehörte. Im März 2002 übernahm Underberg Asbach, durch eine Option auf die 50 Prozent der Anteile von Bols, vollständig. Die früher firmeninterne Produktion von alkoholgefüllten Pralinen erfolgt heute durch Reber.
Im Jahr 2001 wurden in Deutschland 5,4 Millionen Flaschen Asbach verkauft. Aktuellere Umsatzzahlen liegen nicht vor.
Seit 2002 hat Asbach Uralt von den Lesern des Reader’s Digest im Bereich Spirituosen jedes Jahr die Auszeichnung Most trusted Brand (vertrauenswürdigste Marke) zuerkannt bekommen.
Die Marke Asbach uralt ist in Deutschland so bekannt, dass die Bezeichnung „Asbach“ in der Umgangssprache häufig in der Art eines Synonyms für „uralt“ verwendet wird. Seit Ende 2011 versucht das Unternehmen, die Marke Asbach von dem verbundenen Attribut „uralt“ zu lösen, allerdings ohne den Aufdruck „Asbach Uralt“ auf den Etiketten zu ändern. Im April 2019 wurde Asbach Uralt, das langjährige Aushängeschild, einem „Relaunch“ unterzogen und kommt jetzt in einer moderneren und zeitgemäßeren Ausstattung. Das Alkoholvolumen liegt nun zwei Prozentpunkte niedriger, bei 36 Prozent, was dem Asbach Uralt die geschützte Bezeichnung „Deutscher Weinbrand“ nimmt, die einen Alkoholgehalt von mindestens 38 Prozent voraussetzt.

## Mischgetränke
Asbach Uralt wird häufig gemischt mit Cola getrunken. Üblich sind Mischungen mit ca. 25 % Asbachanteil. Die Bezeichnung für ein derartiges Mischgetränk ist regional sehr unterschiedlich, einige Beispiele sind Futschi, Peng, Rüscherl, Dopsi, Oschi oder Hütchen. Inzwischen wird auch fertig gemischtes Asbach-Cola von der Asbach GmbH in Dosen abgefüllt vermarktet.

## Dokumentation
Die Asbach-Uralt-Geschichte – Der Geist von Rüdesheim, Hessischer Rundfunk 2011 (Film von Simone Jung)